# Liste der Universalenzyklopädien
Die Liste der Universalenzyklopädien ist nach Sprachen sortiert. Sie enthält keine thematisch begrenzten Enzyklopädien.

## Sprachen

### Albanisch (Shqip)
- albanischsprachige Version der 2. Ausgabe der Enciklopedija Jugoslavije, ab 1984 (unvollendet 1990 abgebrochen)
- Fjalor enciklopedik shqiptar, 1 Band 1985
- Enciklopedia e Artit Shqiptar
- Enciklopedia e Artit Shqiptar, 1 Band 2007
- Fjalor enciklopedik shqiptar, Neuauflage, drei Bände 2008/09

### Arabisch (العربية)
Siehe: Enzyklopädien aus dem arabischen Kulturkreis

### Bulgarisch (Български)
- L. J. Kasarov: Enciklopediceski recnik (enzyklopädisches Wörterbuch), Plovdiv, 3 Bände, 1899–1907

### Chinesisch (中文)
Siehe: Enzyklopädien aus dem chinesischen Kulturkreis

### Dänisch(Dansk)
- Den Store Danske Encyklopædi. Kobenhavn: Danmarks Nationalleksikon A/S 1994 ff., 20 Bände, ISBN 87-7789-001-9 bsz-bw.de
- Salmonsens Konversationsleksikon, andra utgåva (2. Aufl.), 26 Bände, Kobenhavn: Schultz, 1915–1930

### Deutsch
- Michael Baumann: buch von der natür vnd eÿgenschafft der dingk, die got der herre schüff, 1478
- Johann Theodor Jablonski: Allgemeines Lexikon der Künste und Wissenschaften, 1721
- Johann Heinrich Zedler: Grosses vollständiges Universal-Lexicon Aller Wissenschafften und Künste, 1732–1754, 64 Bände
- Johann Georg Krünitz, nach dessen Tod weiter geschrieben von: Friedrich Jakob Floerken, Heinrich Gustav Flörke, Johann Wilhelm David Korth, Ludwig Koßarski und Carl Otto Hoffmann: Oekonomisch-technologische Encyklopädie, oder allgemeines System der Staats- Stadt- Haus- und Landwirthschaft und der Kunstgeschichte..., 1773 –1858, 242 Bände
- Heinrich Martin Gottfried Köster und Johann Friedrich Roos: Deutsche Encyclopädie, 1778–1807, 23 Bände, unvollständig (A-Ky)
- Friedrich Arnold Brockhaus: Der Große Brockhaus (F. A. Brockhaus-Verlag), 1. Auflage 1796–1808, 6 Bände
- Johann Samuel Ersch und Johann Gottfried Gruber: Allgemeine Encyclopädie der Wissenschaften und Künste, 1818–1889, 167 Bände (unvollständig)
- Heinrich August Pierer: Universal-Lexikon der Gegenwart und Vergangenheit, 1. Auflage 1824–1836, 26 Bände
- Bartholomä Herder: Herders Conversations-Lexikon, 1854–1857, 5 Bände, (3. Aufl. 1902–1907; 5. Aufl. 1952–1956)
- Joseph Meyer: Meyers Konversations-Lexikon, 1. Auflage 1857–1860, 15 Bände
- Otto Spamer: Illustrirtes Konversations-Lexikon, Vergleichendes Nachschlagebuch für den täglichen Gebrauch – Hausschatz für das deutsche Volk und „Orbis pictus“ für die studirende Jugend, 8 bzw. 10 Bände, 1870–1882
- VEB Bibliographisches Institut: Meyers Neues Lexikon, 1. Aufl. Leipzig 1961–64, 8 Bde.; 1 Ergänzungsbd. 1969; 2. Aufl. Leipzig 1971–77, 15 Bde.; Bd. 16, Register A–Z, 1978; Bd. 17: Atlas (Karten), 1978; Bd. 18: Atlas (Register), 1978

### Estnisch (Eesti)
- Karl A. Herman: Eesti üleüldise teaduse raamat ehk encyklopädia konversationilexikon, Tartu (Dorpat), ab 1900

### Englisch (English)
Literatur: S. Padraig Walsh: Anglo-American General Encyclopedias: A Historical Bibliography 1703–1967. New York u. a. 1968
- Cyclopaedia, 1728, 2 Bände
- Dennis de Coetlogon: An Universal History of Arts and Sciences. London 1745
- Encyclopædia Britannica, 1. Auflage 1768–1771, 3 Bände. Die [wichtige?] 11. Auflage (1911) ist public domain.
- Alexander Aitchison u. a.: Encyclopædia Perthensis. Mitchel, Perth (Scotland) 1796–1806 (23 Bde.)
- Rees’s Cyclopaedia, 1802–1820, 39 Textbände, 5 Bände mit Platten, 1 Atlas
- Edinburgh Encyclopaedia, 1808
- British Encyclopaedia, 1809, 6 Bände
- Encyclopaedia Londinensis. 1810
- Pantologia, 1813, 12 Bände
- Encyclopædia Metropolitana, 1817–1845, 30 Bände
- Encyclopaedia Americana, 1. Auflage 1829–1833, 13 Bände (basierte auf der 7. Auflage des Brockhaus)
- Penny Cyclopaedia, 1833–1846
- K. M. Banerjea: Encyclopaedia Bengalensis (in englischer Sprache). Kalkutta 1846–1850 (12 Bände). Sie gilt als älteste bekannte indische Enzyklopädie.
- English Cyclopaedia, 1854–1862, 23 Bände (Nachträge 1869–1873)
- New US Encyclopaedia. 1858–1863 und jährliche Nachträge bis 1902
- Chambers’s Encyclopaedia, 1860–1868, 10 Bände (keine Beziehung zu Chambers’s Cyclopaedia von 1728)
- US Encyclopaedia. 1873–1876
- New Universal Encyclopaedia. 1875–1877
- David Blair: Cyclopaedia of Australasia. Melbourne 1881 (1 Bd.). Es ist die älteste australische Enzyklopädie.
- International Encyclopaedia. 1884–1898
- Johnson’s Universal Encyclopaedia. 1893–1895
- Oracle Encyclopædia, 1895, 5 Bände
- Pears Shilling Cyclopaedia, 1897, 1 Band
- Nuttall Encyclopaedia, 1900
- New International Encyclopedia, 1902–1914
- Harmsworth’s Encyclopaedia. 1905 (in den Ver. Staaten u.d.T. Nelson’s Encyclopaedia)
- Nelson’s perpetual looseleaf encyclopaedia. Nelson, New York 1909–. Erster Versuch, eine Enzyklopädie in Form einer Loseblattsammlung herauszugeben.
- Everyman Encyclopaedia. c. 1910
- The Children’s encyclopedia. 1911
- Funk & Wagnalls Standard Encyclopedia, 1912
- World Book Encyclopedia. 1917, 8 Bände
- Compton’s Pictured Encyclopedia, 1. Auflage 1924, 10 Bände
- Columbia Encyclopedia, 1. Auflage 1935, 1 Band
- The Encyclopedia of Canada. Toronto 1935–1937 (6 Bände). Das Werk gilt als erste kanadische Enzyklopädie.
- Collier’s Encyclopedia, 1. Auflage 1950–51, 20 Bände
- Encyclopedia International. 1963
- The Free Dictionary Encyclopedia

### Finnisch (Suomi)
- Tietosanakirja, Helsinki 1908–1919, 10 Bände; 1 Ergänzungsband 1922

### Französisch (Français)
Übersicht auf chass.utoronto.ca
- Trésor 1260–1267
- Le grand dictionaire historique 1671, Louis Moréri
- Dictionnaire universel, 1690, Antoine Furetière, posthum veröffentlicht [Wörterbuch?]
- Dictionnaire de Trévoux, 1704, 2–3 Bände je nach Bindung; Richard Simon und Jesuiten [Wörterbuch? Frz-Latein]
- Dictionnaire historique et critique, 1694–1697, 2 Bände, Pierre Bayle
- Encyclopédie ou Dictionnaire raisonné des sciences, des arts et des métiers, 1751–72, Denis Diderot und Jean Baptiste le Rond d’Alembert
(17 Textbände, 11 Bände mit Bildtafeln), 1776–77 (5 Ergänzungsbände), 1780 (2 Registerbände)
- Encyclopédie d’Yverdon, 1770–1780, 58 Bände, Fortuné-Barthélemy de Félice (Fortunato Bartolomeo de Felice) (Hrsg.)
- Encyclopédie méthodique, 1782–1832, 206 Bände
- Découvertes Gallimard, 1986–heute, 700⁺ Bände
- Dictionnaire universel d’histoire et de géographie 19. Jahrhundert
- Pierre Leroux und Jean Reynaud: Encyclopédie nouvelle, 1839–1840, 3 Bände
- Grand Dictionnaire universel du XIXe siècle, 1865–1877, 15 + 2 Bände, Pierre Larousse
- Eugène van Bemmel: Patria Belgica: Encyclopédie nationale. 3 Bände. Bruylant-Christophe, Brüssel 1873–1875; gilt als die erste belgische Enzyklopädie
- La Grande Encyclopédie, 1886–1902, 31 Bände, Camille Dreyfus & André Berthelot
- Nouveau Larousse illustré 1897–1903. 7 Bände.
- Larousse du XXe siècle 1927–1933. 6 Bände.
- Dictionnaire encyclopédique Quillet 1934–1935. 6 Bände.
- Grand Larousse encyclopédique 1960–1964. 10 Bände.
- Encyclopædia Universalis 1. Aufl. 1968–1975, 8. Aufl. 2007. 20 Bände
- Grande Encyclopédie Larousse 1971–1976. 20 Bände
- Grand Dictionnaire encyclopédique Larousse 1982–1985. 10 Bände
- Encyclopédie Universelle Larousse digitale Enzyklopädie

### Griechisch (Ελληνικά)

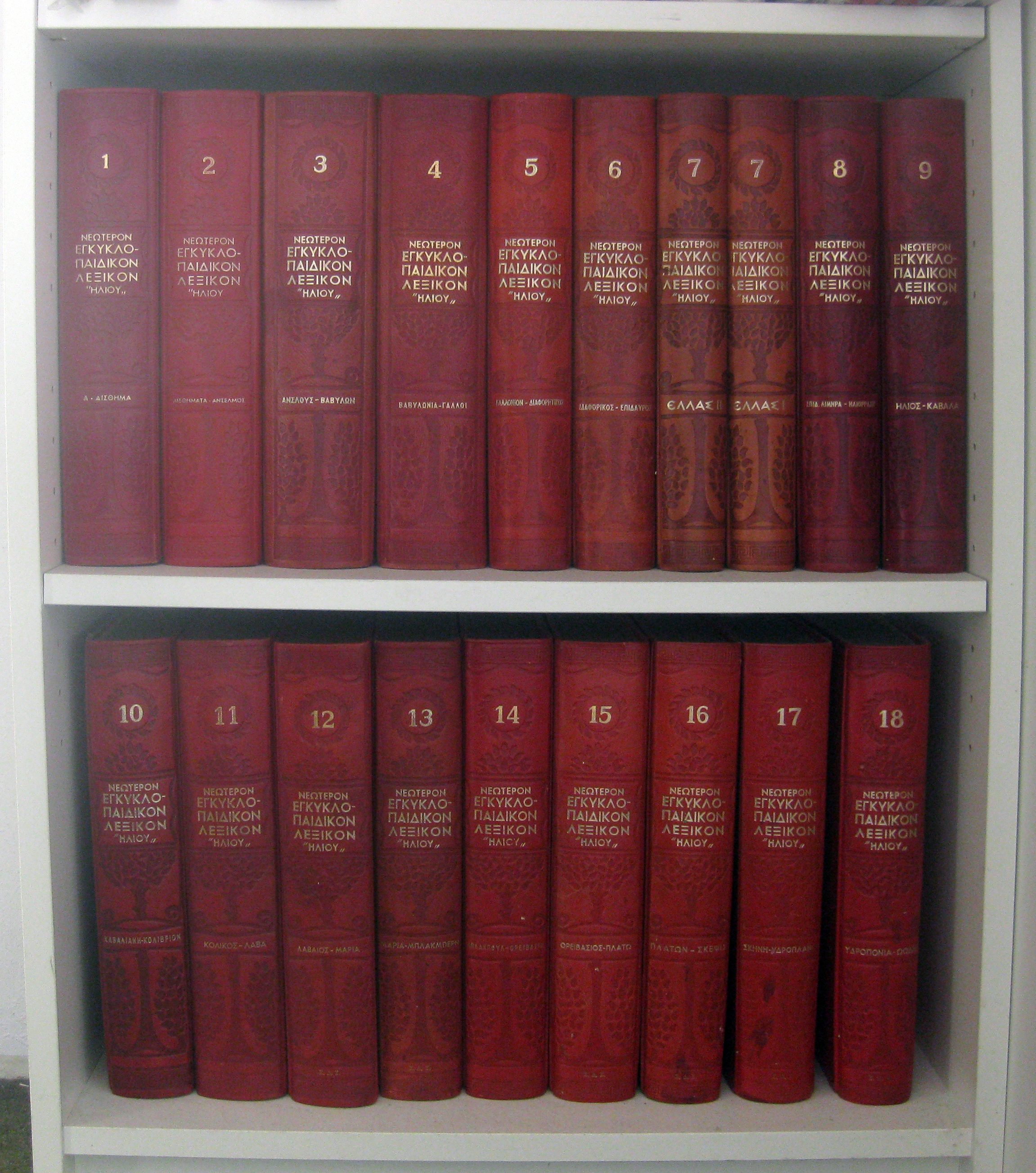
Neoteron Enkyklopaidikon Lexikon Heliou

- Photios: Bibliotheke. 9. Jahrhundert. Frühestes als Enzyklopädie geltendes byzantinisches Werk.
- Suda, 10. Jahrhundert, 30.000 Einträge
- Die Megale hellenike enkyklopaideia erschien zwischen 1927 und 1934, also bereits wenige Jahre nach Gründung der Republik (1924), in Athen mit einem Umfang von 24 Bänden. Es handelt sich dabei um die erste bedeutende Enzyklopädie der Neuzeit in griechischer Sprache.
- Neoteron Enkyklopaidikon Lexikon Heliou erschien zwischen 1945 und 1960 in 18 Bänden in Athen. Das Werk ist geschrieben in vereinfachter Katharevoussa, jedoch teilweise antikisierend.

### Hebräisch (עברית)
- Encyclopaedia Hebraica, 1949–1980, 32 Bände

### Italienisch (Italiano)
- Vincenzo Coronelli: Biblioteca Universale Sacro-Profana. Venedig 1701–1706 (6 Bände; unvollständig, umfasst nur A-Caque).
- Giovanni Treccani: Enciclopedia Italiana di scienze, lettere ed arti. Istituto dell’Enciclopedia Italiana, Rom, 1. Auflage 1929–1937 (36 Bände).

### Japanisch (日本語)
- Wakan Sansai Zue, 1712, 81 Bände

### Katalanisch (Català)
- Enciclopèdia Catalana (Verlag: Enciclopèdia Catalana S.A., Barcelona)
  - Gran Enciclopèdia Catalana, Primera Edició (Erste Auflage), 1969–1980 (Bd. 1–15), 2005 (Bd. 16–21; 6 Supplementbände) Direcció (Leitung) Jordi Carbonell i de Ballester (1965–1971); Joan Carreras i Martí (ab 1971), ISBN 84-300-5511-8 (Gesamtwerk)
  - Gran Enciclopèdia Catalana, Segona Edició (Zweite Auflage, diverse Nachdrucke), 1986–1993, Direcció (Leitung) Joan Carreras i Martí (ab 1986), 24 Bände, 1 Supplementband und 1 Atlas, ISBN 84-85194-81-0 (Gesamtwerk)

### Koreanisch
- Jibong yuseol (1614)

### Kroatisch(Hrvatski)
- Hrvatska Enciklopedija (1930–1945)
- Hrvatska opća enciklopedija (starten im 1999– 7th vol. 2005 of 11)
- Opća i nacionalna enciklopedija (2005– abschließen 2007)

Siehe auch unter Serbokroatisch

### Lateinisch (Latina)
- Cassiodorus: Institutiones divinarum et saecularium litterarum. 560. Erste christliche Enzyklopädie.
- Isidor von Sevilla: Etymologiae. 636 (30 Bücher). Einflussreichste christliche Enzyklopädie des frühen Mittelalters.
- Rabanus Maurus: De rerum naturis (Über die Natur der Dinge). 842 (22 Bücher). Angelehnt an Isidors Text.
- Vincent von Beauvais: Speculum maius, 1260 (5 Bücher). Sehr umfangreich.
- Petrus Berchorius: Reductorium morale, ca. 1340 (13 Bücher). Systematische Gliederung mit alphabetischen Abschnitten.
- Dietrich Engelhus: Promptus. Um 1425 (8 Bücher). Eine der ersten alphabetisch gegliederten Enzyklopädien.
- Johannes Ravisius: Officinae epitome. 1520/22
- Pavao Skalic: Enzyklopaediae seu orbis disciplinarum tam sacrarum quam profanarum epistemon. Basel 1559; Köln 1571. Erste Enzyklopädie, die den Terminus im Wortsinne gebraucht.
- Theodor Zwinger der Ältere: Theatrum Vitae Humanae. 1565.
- Johann Heinrich Alsted: Encyclopaedia Cursus Philosophici. Herborn 1608/30 (7 Bände)
- Lexicon Universale, 1677, 2 Bände
- Martin Sentiváni: Curiosiora et selectiora variarum scientiarum miscellanea. 1689–1702 (3 Bde.). S. (auch Szent-Ivany, Svätojánsky, Szentiványi, 1633–1705) war Professor an der slowakischen Universität von Trnava.

### Lettisch (Latviešu)
- Die Konversacijas vardnica erschien zwischen 1892 und 1898 in Riga [?] mit 27 Lieferungen; das Werk gilt als erste lettische Enzyklopädie, blieb jedoch unvollendet (bis Stichwort „Kristjans“).

### Litauisch (Lietuvių)
- Die Lietuviška enciklopedija erschien zwischen 1931 und 1944 in Kaunas mit einem Umfang von neun Bänden; es handelt sich dabei um die erste litauische Enzyklopädie.
- In der Zeit der Sowjetunion wurde die Litauische Sowjetische Enzyklopädie (Lietuviškoji tarybinė enciklopedija, LTE) herausgegeben.
- Heute setzt das Institut für Wissenschaften und Enzyklopädien (MELI Verlag) diese Arbeit fort und plant die Litauische Enzyklopädie (Visuotinė lietuvių enciklopedija, VLE) von 20 Bänden bis 2009 herauszugeben.
- Kas yras kas

### Mazedonisch (Македонски)
- mazedonischsprachige Version der 2. Ausgabe der Enciklopedija Jugoslavije, ab 1983 (unvollendet 1990 abgebrochen)

### Norwegisch(Norsk)
- Johan Christian Johnsen (* 23. Juli 1815,† 2. Februar 1898 [?]) gab zwischen 1879 und 1888 in Kristiania das Norsk haandlexikon for almennyttige kundskaber (deutsch: ‚Norwegisches Handlexikon für allgemeinnütziges Wissen‘) in drei Bänden heraus; das Werk gilt als erste norwegische Enzyklopädie.

### Niederländisch (Nederlands)
- Winkler Prins

Der niederländische Pfarrer und Schriftsteller Anthony Winkler Prins veröffentlichte zwischen 1870 und 1882 in Amsterdam das niederländische Großlexikon Winkler Prins Geïllustreerde Encyclopædie. Das Werk umfasste 16 Bände und basiert auf der Grundlage von Brockhaus-Material. Es handelt sich dabei um die erste bedeutende niederländische Enzyklopädie; sie wurde zwischenzeitlich neu konzipiert und erscheint bis heute.
- Die Encyclopaedie van Nederlandsch-Indië wurde um 1895 und 1905 in Den Haag in vier Bänden herausgegeben; es handelt sich dabei wohl um die erste indonesische Enzyklopädie.

- Oosthoeks Encyclopedie

Ein ähnliches Werk war Oosthoek’s Geïllustreerde Encyclopædie (Utrecht, 1916–25, später mit dem Titel Oosthoeks Encyclopedie) in 12 Bdn. einschl. Nachtrag und basiert auf Meyers Konversations-Lexikon. Die letzte, 7. Ausgabe erschien unter dem Titel De Grote Oosthoek (Utrecht, 1976–81) in 20 Bdn. mit einem Atlas und einem Nachtragsband.
- Grote Nederlandse Larousse Encyclopedie

Diese beiden Werke werden an Ausführlichkeit und Vollzähligkeit noch überboten von der Grote Nederlandse Larousse Encyclopedie (’s-Gravenhage, 1971–79) in 25 Bdn. mit Atlas und 2 Ergänzungsbdn (1980–83). Sie ist eine Bearbeitung des französischen Lexikons Grand Larousse encyclopédique und umfasst außerdem ein Wörterbuch und eine vollständige medizinische Enzyklopädie.
- Grote Spectrum Encyclopedie

Mancherlei Originelles enthält die reichbebilderte Grote Spectrum Encyclopedie in 20 Bdn., 4 Registerbdn. und einem Nachtragsband (Utrecht, 1974–80, Nachtrag 1984). Das Werk gibt in geschlossenen großen Artikeln ein abgerundetes Bild jedes Stoffgebietes; besonders den sozialen Wissenschaften wird große Beachtung gewidmet.

### Polnisch (Polski)
- Samuel Orgelbrand (Hrsg.): Encyklopedia Powszechna (auch: Encyklopedja powszechna; deutsch: „Allgemeine Enzyklopädie“). Warschau 1859–1868 (28 Bände). Nachdruck 1884, Neuauflage 1877–1879 in 12 Bänden. Es handelt sich bei der Encyklopedia Powszechna um die erste bedeutende Enzyklopädie in polnischer Sprache.
- Wielka Encyklopedia Powszechna PWN, 1962–1970, 13 Bände
- Wielka encyklopedia PWN, 2001–2005, 30 Bände
- Larousse, encyklopedia powszechna, 2002, 2 Bände
- Słownik prawniczy polsko-niemiecki

### Portugiesisch (Português)
- Manuel Pinheiro Chagas (1842–1895): Diccionário popular, histórico, geográphico, mythológico, biográphico, artístico, bibliográphico e litterario. Lissabon 1876–1890 (17 Bde.). Das Werk gilt als die älteste bedeutende portugiesische Enzyklopädie.

### Rumänisch (Română)
- Enciclopedia română, publicată din însărcinarea și sub auspiciile Asociațiunii pentru literatura română și culturea poporului român (‚Rumänische Enzyklopädie, herausgegeben im Auftrag und unter den Auspizien der Gesellschaft für rumänische Literatur und die Kultur des rumänischen Volkes‘): Sibiu (Hermannstadt) 1898–1904 (3 Bände). Das Werk gilt als erste rumänische Enzyklopädie.
- Enciclopedia României („Enzyklopädie Rumäniens“): București (Bukarest), 1938–1943 (4 Bände)
- Enciclopedia „Cugetarea“ (Lexikon „Cugetarea“): 1940 (2 Bände)
- Dicționar enciclopedic român: București (Bukarest), Editura politică 1962–1966 (4 Bände, die ersten beiden nach damaliger Orthografie bezeichnet als … romîn)
- Dicționar enciclopedic: București (Bukarest), Editura Enciclopedică 1993–2009 (7 Bände), ISBN 973-45-0046-5

### Russisch (Русский)
- Wassili Nikititsch Tatischtschew (?): Leksikon Rossijskoj. 1793 (3 Bände), die erste russische Enzyklopädie
- Энциклопедический словарь Брокгауза и Ефрона – Enziklopeditscheski slowar Brokgausa i Jefrona. 82 Haupt- und 4 Zusatzbände (1890–1907). Brockhaus-Efron, Sankt Petersburg.
- Bol`schaja sovetskaja enciklopedija (Большая Советская Энциклопедия; deutsch: Große Sowjetische Enzyklopädie). Moskau 1926–1947 (65 Bände). Es handelt sich dabei um die erste sowjetische Enzyklopädie.

Während der Zeit des Kommunismus wurde die Enzyklopädie als politische Waffe benutzt. Wenn beispielsweise eine bekannte Person verschwand, wurde allen Teilnehmern der Enzyklopädie eine neue Eintragung zum Überschreiben der Eintragung geschickt. Wer auch immer verschwand, wurde somit effektiv aus der allgemeinen Erinnerung gelöscht.
- Rubrikon (РУБРИКОН)

### Schwedisch (Svenska)
- Carl Christoffer Gjörwell:  Encyclopedie, eller Fransyskt och Swenskt real-och nominal-lexicon: samt Svenks encyclopedie, innefattande alla vetenskaper och konster. 1777–1778. Das Werk ist der erste schwedische Versuch einer Enzyklopädie, kam jedoch nie über das Anfangsstadium hinaus (bis Tl. 1, Abt. 1,2).
- Nordisk familjebok. Die 1. Auflage 1876–1899 (20 Bände) ist noch Konversationslexikon. Seit der 2. Auflage 1904–1926 (38 Bde.) ist es eine Universalenzyklopädie
- Svensk uppslagsbok, 1. Auflage 1929–1937, 30 Bände
- Åhlén & Söners Uppslagsbok, 1931–1933
- Lilla uppslagsboken, 2 Auflagen 1957–1967
- Combi Visuell, 1968–1970
- Data, 2 Auflagen 1970, 1980
- (Stora) Focus, mehrere Auflagen 1959–1972, 1987–1990
- Bra Böckers Lexikon, 1973–1995
- Schwedische Nationalenzyklopädie (Nationalencyklopedin), 1989–1996, 20 Bände
- Lexikon 2000, seit 1995

### Serbokroatisch (Srpskohrvatski / Српскохрватски)
- Stanoje Stanojević: Narodna enciklopedija srpsko-hrvatsko-slovenačka (deutsch: „Nationale serbisch-kroatisch-slowenische Enzyklopädie“). Zagreb 1925–1929. Das Werk gilt als erste jugoslawische Enzyklopädie.
  - Ausgabe in kyrillischer Schrift (4 Bde.)
  - Ausgabe in lateinischer Schrift (5 Bde.)
- Enciklopedija Jugoslavije, 1. Ausgabe 8 Bände 1955–1971, 2. Ausgabe ab 1980 (nach 6 von 12 geplanten Bänden 1990 abgebrochen)

### Slowakisch (slovenčina)
- vor dem 18. Jahrhundert siehe Enzyklopädien in der lateinischen Sprache (Martin Sentiváni)
- im 19. Jahrhundert wurden statt slowakischsprachiger bzw. im 20. Jahrhundert neben slowakischsprachigen Enzyklopädien Enzyklopädien in der verwandten tschechischen Sprache verwendet, die auch auf Themen der Slowakei ausführlich eingingen und auch von slowakischen Autoren verfasst wurden (so z. B. der Ottův slovník naučný)
- mehrbändige Universalenzyklopädien aus dem 20. und 21. Jahrhundert:
  - Slovenský náučný slovník I–III (1932) – die erste slowakischsprachige Universalenzyklopädie
  - Pyramída ca. 230 Hefte (1971–1990)
  - Encyklopédia Slovenska I–VI (1977–1982)
  - Encyclopaedia Beliana I–(XII) (seit 1999)
  - Všeobecný encyklopedický slovník I–IV (2002)
  - Ottova všeobecná encyklopédia v dvoch zväzkoch I–II (2005)

### Slowenisch (slovenščina)
Siehe auch Serbokroatisch.
- slowenischsprachige Version der 2. Ausgabe der Enciklopedija Jugoslavije, ab 1983 (unvollendet, 1990 nach 4 Bänden abgebrochen, bis Buchstabe Hrv)
- Enciklopedija Slovenije, 1987–2002, 16 Bände

### Spanisch (Español)
- Francisco de Paula Mellado (?): Enciclopedia moderna. Madrid 1851–1855 (34 Bde., Supplemente 1864, 1865). Es ist die erste bedeutende Enzyklopädie in spanischer Sprache.
- Diccionario Enciclopédico Hispano-Americano de Literatura, Ciencias y Artes. 1887–1889 (29 Bde.). Es ist eines der enzyklopädischen Hauptwerke in spanischer Sprache des 19. Jahrhunderts.
- Enciclopedia universal ilustrada europeo-americana, 1934–2004, 90 Bände

### Tschechisch (čeština)
(es werden nur mehrbändige Enzyklopädien genannt)
- Slovník naučný (genannt Riegrův slovník naučný), 1860–74, 12 Bände – die erste tschechischsprachige Enzyklopädie
- Ottův slovník naučný, 1888–1909, 28 Bände und Ottův slovník naučný nové doby, 1930–1943, 12 Bände
- B. Kočího Malý slovník naučný, 1925–1929, Hefte
- Nový velký ilustrovaný Slovník naučný, 1929–34, 22 Bände
- Komenského slovník naučný, 1937–1938, 10 Bände
- Příruční slovník naučný, 1962–1965, 4 Bände
- Ilustrovaný encyklopedický slovník, 1980–1982, 3 Bände
- Malá československá encyklopedie, 1984–1987, 6 Bände
- Všeobecná encyklopedie Diderot, 1999, 8 Bände
- Všeobecná encyklopedie UNIVERSUM, 2001, 10 Bände

### Türkisch (Türkçe)
- Hayat Ansiklopedisi. Istanbul 1932-. Es ist die erste türkische Enzyklopädie.

### Ukrainisch (Українська)
- Enzyklopedia Ukrainosnavstva (Enzyklopädie des Ukraine-Wesens) in 13 Bde. Hrsg.: V. Kubijovyč u. a. – Paris: Schevtscheko-Gesellschaft, 1949–1984. (Bde. 1–3: 1949–1952, Bde. 4–13: 1955–1984). Nachdruck 1991 in der Ukraine.
- Ukrainische Sowjetenzyklopädie (Ukrajinska Radjanska Enzyklopedija). Kiew 1959–1965 (17 Bände).
- Encyclopedia of Ukraine. in 5 Bände (Editor-in-Chief: V.Kubijovyč / D.H.Struk). Univ. of Toronto Press: Toronto-Buffalo-London, 1984–1993. ISBN 0-8020-3997-9 (etc.) – Gekürzte englische Version der Enzyklopedia Ukrainosnavstva.
- Enzyklopädie der modernen Ukraine (Enzyklopedija sutschasnoji Ukrajiny (ESU)) in 17 Bde.

### Ungarisch (Magyar)
- Apáczai Csere János: Magyar Encyclopaedia, azaz minden igaz és hasznos bölcsességnek szép rendbe foglalása és magyar nyelven világra bocsátása (kurz: Magyar Encyclopaedia; deutsch: „Ungarische Enzyklopädie, also alle wahren und nützlichen Weisheiten in schöne Ordnung gefasst und auf ungarische Sprache in die Welt geschickt“). Joannis a Waesberge, Utrecht 1655 (Titelblatt: 1653). Sie umfasst einen Band mit rund 370 Seiten und ist die erste Enzyklopädie in ungarischer Sprache. Siehe auch: Apaczai
- Uj magyar lexikon, 7 Bände 1959–1962
- ungarischsprachige Version der 2. Ausgabe der Enciklopedija Jugoslavije, ab 1985 (unvollendet 1990 abgebrochen)
- Magyar nagylexikon, 19 Bände 1993–2004